# Diocesi di Macomades
La diocesi di Macomades (in latino Dioecesis Macomadensis) è una sede soppressa e sede titolare della Chiesa cattolica.

## Storia
Macomades, identificabile con Merkeb-Talha nell'odierna Algeria, è un'antica sede episcopale della provincia romana di Numidia.
Il primo vescovo conosciuto di Macomades è Cassio, che partecipò al concilio di Cartagine convocato il 1º settembre 256 da san Cipriano per discutere della questione relativa alla validità del battesimo amministrato dagli eretici, e figura al 22º posto nelle Sententiae episcoporum. Nel suo trattato Contra Cresconium, sant'Agostino di Ippona fa l'elogio del vescovo Donato, che abiurò il donatismo per aderire alla vera fede cattolica.
Alla conferenza di Cartagine del 411, che vide riuniti assieme i vescovi cattolici e donatisti dell'Africa romana, presero parte il cattolico Aurelio e il donatista Sallustio. Benché la sede di appartenenza non sia indicata nelle fonti coeve, Aurelio potrebbe essere il vescovo omonimo menzionato in altre tre occasioni: in una lettera del 397, con la quale comunicò a Aurelio di Cartagine che non avrebbe preso parte al concilio celebrato in quell'anno a Cartagine; e nei concili di Zerta del 14 giugno 412 e di Milevi del 416.
Ultimo vescovo noto di Macomades è Pardalio, il cui nome figura all'84º posto nella lista dei vescovi della Numidia convocati a Cartagine dal re vandalo Unerico nel 484; Pardalio, come tutti gli altri vescovi cattolici africani, fu condannato all'esilio. Tre anni dopo prese parte, probabilmente come delegato della Numidia, al concilio romano indetto da papa Felice II.
Dal 1933 Macomades è annoverata tra le sedi vescovili titolari della Chiesa cattolica; dal 27 giugno 2001 il vescovo titolare è Francisco Clavel Gil, già vescovo ausiliare di Città del Messico.

## Cronotassi

### Vescovi residenti
- Cassio † (menzionato nel 256)
- Donato † (prima del 406)
- Aurelio † (prima del 397 ? - dopo il 416 ?)
  - Sallustio † (menzionato nel 411) (vescovo donatista)
- Pardalio † (prima del 484 - dopo il 487)

### Vescovi titolari
- Florentino Armas Lerena, O.A.R. † (8 aprile 1967 - 25 novembre 1979 deceduto)
- Ricardo Watty Urquidi, M.Sp.S. † (27 maggio 1980 - 6 novembre 1989 nominato vescovo di Nuevo Laredo)
- Francisco Clavel Gil, dal 27 giugno 2001